# Graphe de Poussin
Le graphe de Poussin est, en théorie des graphes, un graphe possédant 15 sommets et 39 arêtes.

## Histoire
En 1879, Alfred Kempe publie une preuve du théorème des quatre couleurs, une des grandes conjectures de la théorie des graphes. Bien que le théorème soit vrai, la démonstration de Kempe, basée sur les propriétés d'une chaine particulière, est erronée. Heawood le prouve en 1890 (avec le graphe 4-chromatique de Heawood comme exemple) et Vallée Poussin arrive au même résultat en 1896 (avec le graphe portant son nom comme exemple). 
Bien que la preuve de Kempe soit fausse, les chaines de Kempe restent utiles en théorie des graphes et les exemples la contredisant intéressent toujours les mathématiciens. Par la suite d'autres graphes contre-exemples furent donc exhibés : d'abord le graphe d'Errera en 1921,, puis le graphe de Kittell en 1935, avec 23 sommets, enfin deux contre-exemples minimaux (le graphe de Soifer en 1997 et le graphe de Fritsch en 1998, tous deux d'ordre 9),,.

## Propriétés

### Propriétés générales
Le diamètre du graphe de Poussin, l'excentricité maximale de ses sommets, est 3, son rayon, l'excentricité minimale de ses sommets, est 3 et sa maille, la longueur de son plus court cycle, est 3. Il s'agit d'un graphe 4-sommet-connexe et d'un graphe 4-arête-connexe, c'est-à-dire qu'il est connexe et que pour le rendre déconnecté il faut le priver au minimum de 4 sommets ou de 4 arêtes.

### Coloration
Le nombre chromatique du graphe de Poussin est 4. C'est-à-dire qu'il est possible de le colorer avec 4 couleurs de telle façon que deux sommets reliés par une arête soient toujours de couleurs différentes mais ce nombre est minimal. Il n'existe pas de 3-coloration valide du graphe.
Il est possible de compter les colorations distinctes d'un graphe. Cela donne une fonction dépendant du nombre de couleurs autorisé. Cette fonction est polynomiale et est qualifiée de polynôme chromatique du graphe. Ce polynôme a pour racines tous les entiers positifs ou nuls strictement inférieurs à 4 et est de degrés 15. Il est égal à : {\displaystyle (x-3)(x-2)(x-1)x(x^{11}-33x^{10}+506x^{9}-4770x^{8}+30798x^{7}-143399x^{6}+492568x^{5}-1250486x^{4}+2300596x^{3}-2917507x^{2}+2287910x-836428)}.

### Propriétés algébriques
Le groupe d'automorphismes du graphe de Poussin est un groupe abélien d'ordre 2 : le groupe cyclique Z/2Z.
Le polynôme caractéristique  de la matrice d'adjacence du graphe de Poussin est : {\displaystyle -(x+1)(x^{4}+x^{3}-7x^{2}-8x+3)(x^{10}-2x^{9}-29x^{8}+9x^{7}+275x^{6}+220x^{5}-773x^{4}-1283x^{3}-436x^{2}+100x+18)}.